# Ciluk
Ciluk is een bestuurslaag in het regentschap Ponorogo van de provincie Oost-Java, Indonesië. Ciluk telt 844 inwoners (volkstelling 2010).